# Thaï
Pour l’article ayant un titre homophone, voir Taille.
Pour les articles homonymes, voir Thaï (homonymie) et Siamois.
Le thaï, plus anciennement appelé siamois ou thaï an un (autonyme : ภาษาไทย, phasa thai, /pʰaː˧.saː˩˦.tʰɑj˧/), est une langue du groupe taï de la famille des langues taï-kadaï. Il compte environ soixante millions de locuteurs. C'est la langue officielle de la Thaïlande et la langue de la littérature thaïlandaise.

## Classification
Le thaï appartient au groupe taï de la branche dite kam-taï de la famille des langues taï-kadaï. Certains linguistes cherchent à rapprocher la famille tai-kadai de celle des langues austronésiennes, en s'appuyant sur un fond de vocabulaire commun relatif à l'agriculture et à l'élevage.
Il convient de ne pas perdre de vue que près de 90 % de la population thaïlandaise parlent une langue taï comme langue maternelle (seuls les immigrés et "les montagnards" surtout présents dans le nord ne parlent pas taï).

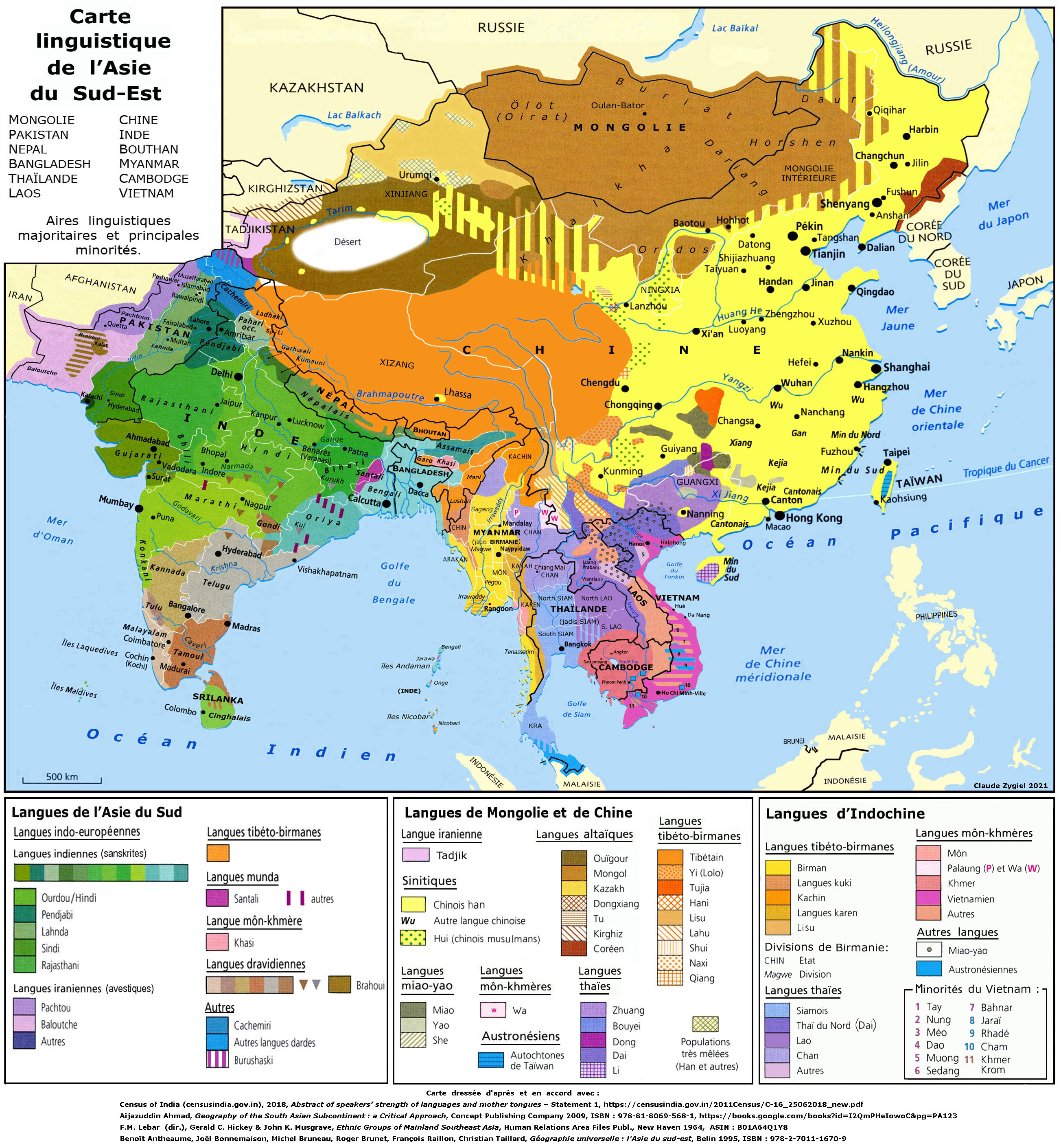
Langues de l'Asie du Sud-Est

Les Thaïs siamois, qui vivent généralement dans le centre du pays et parlent le siamois, sont environ 24 millions (environ 35 % de la population totale). On peut y ajouter la presque totalité des près de 5 millions de chinois thaïlandais et sino-thaï (issus de mariage mixte) (environ 7 % de la population totale), généralement bilingue, qui résident pour l'essentiel dans les villes, principalement à Bangkok. Ce sont les Thaïs siamois qui dirigent le pays, qui ont défini la norme linguistique et imposé leur variété linguistique à l'ensemble du pays, notamment au gouvernement, en éducation et dans les médias écrits. Le thaï officiel correspond en effet au thaï siamois.
Plusieurs autres langues tai sont parlées en Thaïlande ; elles ne sont pas des dialectes du thaï mais des langues sœurs. Notamment :
- les Thaïs du Nord-Est ou Isan, appelés aussi Lao-Thaïs, habitent dans quelque dix-sept provinces du Nord. On compte environ 18 millions de locuteurs (environ 27 % de la population totale) parlant le thaï du Nord-Est ou isan ;
- les Thaïs du Nord ou Muang, appelés également Yuan, sont concentrés dans les zones montagneuses du Nord. Au nombre de près de sept millions (environ 10 % de la population totale), ils parlent le thaï du Nord, appelé aussi lanna ou kham muang ;
- les Thaïs du Sud, appelés aussi les Khon Pak Tai, disséminés dans les 14 provinces du Sud sont un peu plus de cinq millions (environ 8 % de la population totale)[1]. On estime que 81 % d'entre eux[réf. nécessaire] s'expriment généralement en thaï du Sud.

D'un point de vue linguistique, les langues les plus directement apparentées au thaï siamois sont :
- en Thaïlande même, le thaï du Nord, le thaï song et le phuan ;
- certaines langues tai du Viêt Nam : tai daeng, tai dam, tai dón, tai hang tong, tày tac (qu'il ne faut pas confondre avec le tày), thu lao.

Le siamois forme avec ces langues le rameau dit chiang saeng des langues tai, du nom d'une localité située dans le Triangle d'or, près de la ville de Chiang Rai dans le nord de la Thaïlande.
Le thaï du Nord-Est ou isan est proche du lao, langue officielle du Laos. Avec deux autres langues de Thaïlande, le nyaw et le phuthai, le lao et le thaï isan forment le sous-groupe dit lao-phuthai. L'isan et le lao sont suffisamment proches pour former un continuum linguistique de part et d'autre de la frontière entre les deux pays. En revanche, il n'y a pas intelligibilité mutuelle entre les locuteurs du thaï et ceux du thaï isan, a fortiori ceux du lao. En termes de typologie sociolinguistique, l'isan et le thaï sont donc des langues par distance (Abstand) tandis que l'isan et le lao sont plutôt des langues par élaboration (Ausbau).
Le thaï du Sud constitue une langue distincte, aussi bien du sous-groupe chiang saeng que du lao-phuthai.
Il en est de même d'une autre langue de Thaïlande, le yong.

## Écriture
Le thaï utilise un alphasyllabaire particulier dérivé de l'alphabet khmer issu de l'alphabet pâli, adapté pour pouvoir transcrire le système tonal de la langue :
- il possède vingt consonnes, écrites avec quarante-quatre lettres, dont deux tombées en désuétude ;
- il possède vingt-quatre voyelles, incluant des diphtongues et triphtongues, notées avec treize lettres (six voyelles courtes, cinq voyelles longues et deux signes de diphtongues particuliers) ;
- le système tonal est gouverné par le choix des consonnes, qui sont divisées en trois groupes ; quatre accents permettent de corriger ce système et d'intégrer les mots étrangers difficiles à transcrire.

Le thaï s'écrit de gauche à droite, il n'y a pas de ponctuation, et plusieurs mots peuvent s'écrire collés. Les lettres ne sont pas liées. Il n'y a pas de majuscules.

### Transcription
Officiellement, il n'existe pas de norme pour transcrire le thaï en alphabet latin.
Par exemple, le nom du précédent roi, Rama IX, en thaï : ภูมิพลอดุลยเดช, a été transcrit Bhumibol Adulyadej ou en RTGS : Phumiphon Adunyadet ou en API : [pʰuːmípʰon ʔàdunjádèːt] ou encore phuuM miH phohnM[réf. souhaitée].
Les manuels d'apprentissage de la langue thaïlandaise (Méthode de thaï et Pratique du thaï publiés par l'INALCO, Méthode de thaÏ de Charles Degnau, Méthode ASSIMIL etc.), les dictionnaires[Lesquels ?], les guides touristiques et les brochures peuvent avoir leur propre système de transcription. C'est une des raisons pour lesquelles de nombreux cours de thaï encouragent l'élève à maîtriser l'alphabet thaï.
Toutefois, l'Institut royal de Thaïlande (en) a publié le système général royal de transcription du thaï (RTGS), de plus en plus utilisé dans l'administration thaïlandaise[citation nécessaire] notamment pour la signalisation routière. Cette transcription a néanmoins le principal défaut d'occulter le ton et la longueur des voyelles, rendant impossible la réécriture en alphabet thaï depuis une transcription RTGS.

### Translittération
L'Organisation internationale de normalisation a publié un standard international de translittération de l'alphabet thaï vers l'alphabet latin en septembre 2003 (ISO 11940). Contrairement au RTGS, ce système est une véritable translittération car des symboles diacritiques indiquent le ton et la longueur des voyelles, ce qui permet de revenir du latin au thaï. Ce système est rarement utilisé en dehors du milieu universitaire[citation nécessaire].

## Prononciation

### Voyelles
|             | antérieure | postérieure |
| fermées     | i          | ɯ · u       |
| mi-fermées  | e          | ɤ · o       |
| mi-ouvertes | ɛ          | ɔ           |
| ouvertes    | a          | ɑ           |

### Consonnes
|                                 | bilabiales | labiodentales | alvéolaires | post-alvéolaires | palatales | vélaires | glottales |
| occlusives sourdes non-aspirées | p          |               | t           |                  |           | k        | ʔ         |
| occlusives sourdes aspirées     | pʰ         |               | tʰ          |                  |           | kʰ       |           |
| occlusives sonores              | b          |               | d           |                  |           |          |           |
| affriquées (sourdes)            |            |               |             | t͡ɕ               |           |          |           |
| affriquées (sourdes) aspirées   |            |               |             | t͡ɕʰ              |           |          |           |
| fricatives (sourdes)            |            | f             | s           |                  |           |          | h         |
| nasales                         | m          |               | n           |                  |           | ŋ        |           |
| latérales                       |            |               | l           |                  |           |          |           |
| vibrantes (battue)              |            |               | r           |                  |           |          |           |
| spirantes                       |            |               |             |                  | j         | w        |           |

### Tons
Le thaï est une langue tonale qui compte cinq tonèmes : bas [˨˩], médian [˧], haut [˦˥], descendant [˥˩] et ascendant [˩˦].

## Grammaire
Du point de vue de la typologie linguistique, le thaï est une langue isolante : tous les mots sont et restent invariables. En conséquence, la morphologie est simple. Il n'y a pas d'articles, de genres, de pluriel ni de conjugaison. Ces fonctions sont remplies par des particules qui permettent de marquer le nombre, la classification des noms et les temps des verbes.

## Lexique
Le vocabulaire courant du thaï est surtout constitué d'un large lexique monosyllabique ou disyllabique. Il y a de nombreuses analogies avec les langues tonales des langues sino-tibétaines, ce qui est dû au long séjour des porteurs des langues taï-kadaï dans le Sud de la Chine :
- สี่ [siː˨˩] « quatre », mandarin 四 sì
- ไม่ [mɑj˥˩] « ne pas », mandarin 没 méi

Ce vocabulaire se constitue par juxtaposition de concepts simples :
- noms : tu (armoire) + yen (froid) = tu-yen (réfrigérateur)
- verbes : put (parler) + len (jouer) = put-len (plaisanter)

Le vocabulaire comprend également un large nombre d'emprunts aux langues sacrées de l'Inde (sanskrit et pāli), qui forment un ensemble très hétérogène au sein de cette langue, où la plupart des mots du fond lexical sont monosyllabiques ou disyllabiques :
- ประเทศ [pra˨˩.tʰeːt˥˩] « pays » (cf. sanskrit pradeśa « contrée, endroit, place »)
- มหาวิทยาลัย [ma˧.ha˩˦.wit˦˥.tʰa˦˥.jaː˧.lɑj˧] « université » (cf. sanskrit mahāvidyālaya « collège »)

Plus récemment, le thaï a fait des emprunts au chinois (exemples : ก๋วยเตี๋ยว - [kuɑj˦˥.tiɑw˩˦] « pâtes de riz », เจ๊ [t͡ɕeː˦˥] « sœur aînée » — mandarin 姐 jiě), qui se signalent souvent par une phonétique différente de celle des mots du fond lexical (notamment au niveau des tons). Il y a aussi de nombreux emprunts aux langues européennes, surtout à l'anglais.

### Exemples
| Mot    | Traduction | Prononciation en API |
| ------ | ---------- | -------------------- |
| terre  | โลก        | [loːk˥˩]             |
| ciel   | ฟ้า         | [faː˦˥]              |
| eau    | น้ำ         | [naːm˦˥]             |
| feu    | ไฟ         | [fɑj˧]               |
| homme  | ผู้ชาย       | [pʰuː˥˩.t͡ɕʰaːj˧]     |
| femme  | ผู้หญิง       | [pʰuː˥˩.jiŋ˩˦]       |
| manger | กิน         | [kin˧]               |
| boire  | ดื่ม         | [dɯːm˨˩]             |
| grand  | ใหญ่        | [jɑj˨˩]              |
| petit  | เล็ก        | [lek˦˥]              |
| nuit   | คืน         | [kʰɯːn˧]             |
| jour   | วัน         | [wɑn˧]               |

## Vocabulaire
| français                                  | thaï (transcription française)                                             | mot-à-mot approximatif                      |
| ----------------------------------------- | -------------------------------------------------------------------------- | ------------------------------------------- |
| Oui.                                      | tchaï ; khrap(m.) ; kha(f.)                                                |                                             |
| Non.                                      | maï tchaï                                                                  | (au début de la phrase)                     |
| Bonjour, bonsoir.                         | sawat dii khrap (venant d'un homme) sawat dii khaa (venant d'une femme)    |                                             |
| Comment ça va ?                           | sabaïdii reu plao                                                          | aller bien - ou - pas ?                     |
| merci                                     | khoop khun khrap (venant d'un homme), khoop khun khaa (venant d'une femme) |                                             |
| je ; moi                                  | phom (locuteur masculin), ditchan (locuteur féminin), tchan (deux sexes)   |                                             |
| tu ; toi ; vous (pluriel et/ou politesse) | khoun.                                                                     |                                             |
| copain / copine                           | fènh                                                                       |                                             |
| Est-ce que tu as un(e) petit(e) ami(e) ?  | khoun mii fènh reu plao                                                    | tu - avoir - petit(e) ami(e) - ou - non ?   |
| Oui, j’en ai.                             | mii                                                                        | avoir                                       |
| Oui, j’en ai.                             | tchaï mii                                                                  | affirmation - avoir                         |
| Non, je n’en ai pas.                      | maï mii                                                                    | négation - avoir                            |
| Comment t'appelles-tu ?                   | khoun tcheu araï                                                           | tu - s'appeler - comment ?                  |
| Quel âge as-tu ?                          | khoun mii aïou thao raï                                                    | tu - avoir - âge - combien ?                |
| Auriez-vous une cigarette ?               | khoun mii bourii maï                                                       | vous - avoir - cigarette - mot interrogatif |
| Je n'ai pas de cigarette.                 | maï mii bourii.                                                            | négation - avoir - cigarette                |
| Où vas-tu ?                               | khoun pai nai                                                              | tu - aller - où ?                           |
| café noir                                 | cafè dam                                                                   | café - noir                                 |
| les Français                              | khon Farangsèd                                                             | gens - France                               |
| As-tu faim ?                              | hiu khao maï                                                               | affamé - riz - mot interrogatif             |
| As-tu soif ?                              | hiu nam maï                                                                | affamé - eau - mot interrogatif             |